# Photodestruktion
Photodestruktion bedeutet die Zerstörung der Photosynthesepigmente durch zu starke Lichteinstrahlung.
Dieser Effekt tritt vor allem bei C3-Pflanzen auf. Bei den C3-Pflanzen unterscheidet man Sonnen- (Starklicht-) und Schatten- (Schwachlicht-) pflanzen. Letztere haben mit 0,5–1 % des Tageslichtes einen sehr niedrigen Lichtkompensationspunkt. Der Lichtsättigungspunkt wird ebenfalls sehr schnell erreicht. Die C4-Pflanzen erreichen dagegen selbst im vollen Sonnenlicht den Lichtsättigungspunkt nicht.